# Joseph Pellegrin de Millon
Pour les articles homonymes, voir Pellegrin.
Joseph Pellegrin de Millon, né le 30 décembre 1759 à Saint-Bonnet (Hautes-Alpes), mort le 8 janvier 1832 à La Tronche (Isère), est un général français de la Révolution et de l’Empire.

## Biographie
Il entre en service le 16 juillet 1779, comme canonnier au régiment d'artillerie de Grenoble, il sert sur les côtes de Flandre de 1781 à 1783, et il devient sergent le 1er novembre 1784, adjudant sous-officier le 6 février 1792, et lieutenant en premier le 11 septembre 1792. 
Il sert successivement de 1793 à 1801, aux armées de Rhin-et-Moselle, du Danube, et d’Italie, et il est nommé capitaine le 15 avril 1793. Le 2 août 1801, il passe chef de bataillon au 5e régiment d’artillerie à pied, et le 21 juin 1802, il rejoint le parc d’artillerie d’Auxonne, comme directeur. De 1803 à 1805, il sert à l’armée des côtes de l’Océan, et il est fait chevalier de la Légion d’honneur le 14 juin 1804.
Il est nommé colonel le 20 septembre 1805, et le 24 septembre, il est affecté sur l’île d’Elbe, en tant que directeur de l’artillerie, puis il occupe la même fonction à Antibes le 11 août 1806, avant d’être affecté à l’armée de Dalmatie de 1806 à 1809. Il est fait officier de la Légion d’honneur le 1er décembre 1807. 
En 1809, il prend le commandement du 2e régiment d’artillerie à cheval, et le 7 juin 1809, il passe major directeur du parc de l’artillerie de la Garde impériale pendant la campagne d’Autriche. Il est créé baron de l’Empire le 10 avril 1811, et en 1812, il fait la campagne de Russie.
Il est promu général de brigade le 10 janvier 1813, et le 4 août 1813, il commande l’artillerie du 9e corps de la Grande Armée. Il est blessé le 18 octobre 1813, à la bataille de Leipzig. En 1814, il participe à la défense de Mayence, jusqu’au 4 mai 1814.
Lors de la première restauration, le roi Louis XVIII, lui confie le commandement de l’école d’artillerie d’Auxonne le 15 juin 1814, et en mai 1815, il est chargé d'une mission dans le Midi. Le 3 juin 1815, il est rappelé à Paris, pour prendre le commandement de l'artillerie de la rive gauche de la Seine, et il est admis à la retraite le 1er août 1815.
Il meurt le 8 janvier 1832, à La Tronche.

## Dotation
- Le 15 août 1809, donataire d’une rente de 10 000 francs sur les biens réservés en Poméranie suédoise.

## Armoiries
| Figure | Nom du baron et blasonnement |
| ------ | --- |
|        | Armes du baron Joseph Pellegrin de Millon et de l'Empire, décret du 19 février 1811, lettres patentes du , officier de la Légion d'honneur Écartelé, au premier d'azur à l'étoile d'or en abîme ; au deuxième des barons tirés de l'armée ; au troisième de gueules à deux tubes de canon en sautoir d'or, entourés d'un rameau de laurier du même ; au quatrième d'azur à la tour ruinée à sénestre d'argent - Livrées : les couleurs de l'écu. |